# Peperomia chutanka
Peperomia chutanka är en pepparväxtart som beskrevs av Pino. Peperomia chutanka ingår i släktet peperomior, och familjen pepparväxter. Inga underarter finns listade i Catalogue of Life.